# 미셸 도커리
미셸 도커리(Michelle Dockery, 1981년 12월 15일 ~ )는 잉글랜드의 배우이다.

## 출연 작품

### 영화
- 한나 (2011)
- 안나 카레니나 (2012)
- 논스톱 (2014)
- 셀프/리스 (2015)
- 예감은 틀리지 않는다 (2017)
- 다운튼 애비 (2019)
  - 다운튼 애비 2 (2022)
- 젠틀맨 (2019) - 로절린드 "로즈" 피어슨 역
- 히어 (2024) - 폴린 하터 역

### 텔레비전
- 다운튼 애비 (2010-15)
- 아메리칸 대드! (2012) - 목소리
- 패밀리 가이 (2013) - 목소리
- 앤지 트리베카 (2017)
- 그 땅에는 신이 없다 (2017)
- 제이컵을 위하여 (2020)
- 신비한 개구리 나라 앰피비아 (2020-22) - 목소리
- 아나토미 오브 스캔들 (2022)